# Кожна жінка (фільм, 1919)
Кожна жінка (англ. Everywoman) — американська драма режисера Джорджа Мелфорда 1919 року.

## У ролях
- Теодор Робертс — Багатство
- Віолет Гемінґ — Кожна жінка
- Клара Хортон — Молодь
- Ванда Говлі — Краса
- Маргарет Луміс — Скромність
- Мілдред Рірдон — Совість
- Едіт Чепман — Правда
- Бебе Деніелс — Заступник
- Монте Блу — Любов
- Ірвінг Каммінгс — Пристрасть
- Джеймс Нілл — Ніхто
- Реймонд Гаттон — Лестощі
- Ной Бірі — Блеф
- Таллі Маршалл — Порив
- Роберт Броуер — Вік
- Чарльз Огл — Час
- Фред Гантлі — Життя безпутно
- Кларенс Гелдарт — Аукціоніст